# Брюнет вечерней порой
«Брюнет вечерней порой» (пол. Brunet wieczorową porą) — польский художественный фильм, комедия 1976 года.

## Сюжет
Фильм представляет собой сатирическую комедию, в которой главный герой Михал Роман оказывается втянутым во множество абсурдных ситуаций. Необычные предсказания появившейся в его доме цыганки, которые он поначалу не воспринимает всерьёз, начинают сбываться. Самым серьезным является пророчество о том, что он убьёт брюнета вечерней порой. Вместе с другом они пытаются предотвратить неизбежное преступление. Чтобы предотвратить надвигающуюся беду, герой покидает дом. Однако судьба настигает его — все указывает на то, что он случайно становится убийцей некоего Дзидека Кремпака, появившегося в его доме. Несмотря на различные невзгоды, герою удается обнаружить настоящего убийцу.
Многим зрителям фильм запомнился по фразе «Красная шляпа — это всегда подозрительно».

## В ролях
- Кшиштоф Ковалевский — Михал Роман
- Веслав Голас — Казик Малиновский
- Рышард Петруский — Дзидек Кремпак из Цехоцинка
- Войцех Покора — Ковальский
- Божена Дыкель — Анна Роман, жена Михала
- Мирослава Краевская — Ирена, сестра Анны Роман
- Януш Быльчиньский — директор мясного магазина
- Юзеф Нальберчак — таксист
- Анджей Федорович — руководитель автосервиса
- Здзислав Маклякевич — Кароль, хранитель музея
- Зофья Грабиньская — Стасиакова, работница музея
- Эмилия Краковская — учительница
- Ян Кобушевский — водитель грузовика перевозящего снег
- Ханна Балиньская — нагая продавщица в магазине
- Здзислав Шимборский — официант Стефан
- Тадеуш Плюциньский — директор ресторана
- Ежи Цнота — мужчина в ресторане
- Иоланта Лёте — кассирша в кинотеатре
- Богдан Лазука — ревнивый телефонный собеседник
- Зофья Червиньская — телефонная собеседница Иоля
- Войцех Загурский — работник телефонной станции
- Анна Ярачувна — старушка, соседка Романов
- Янина Трачикувна — соседка Романов
- Богдан Лысаковский — сосед Романов
- Ян Сузин — диктор телевидения
- Станислав Барея — пьяница

## Дубляж на русский язык
Фильм дублирован на киностудии «Мосфильм».
- Олег Голубицкий, В. Филлипов, С. Холина, В. Ферапонтов, Л. Карауш, Н. Зорская, К. Тыртов и другие.